# Irpiny (település)
Irpiny (ukránul: Ірпінь) területi jelentőségű város Ukrajna Kijevi területének Bucsai járásában. Az Irpiny folyó mentén, Kijevtől északnyugatra, közvetlenül a főváros szomszédságában fekszik. Három mások településsel együtt az Irpinyi Városi Tanács önálló, járási szintű közigazgatási egységet alkot.